# Habenaria caldensis
Habenaria caldensis är en orkidéart som beskrevs av Friedrich Fritz Wilhelm Ludwig Kraenzlin. Habenaria caldensis ingår i släktet Habenaria och familjen orkidéer. Inga underarter finns listade i Catalogue of Life.